# Nom déverbal
En grammaire, un nom déverbal ou nom déverbatif est un substantif (nom commun) dérivé d'un verbe en retirant le suffixe verbal de l'infinitif. En apparence, il semblerait ainsi que le verbe ait été tiré du nom, mais dans l'histoire de la langue c'est l'inverse qui est correct. Par exemple, en français :
- crier → cri ;
- amasser → amas ;
- marcher → marche ;
- enfouir → enfoui.

La notion de déverbal est distincte à la fois des phénomènes de :
- dérivation ordinaire avec un suffixe nominal (organiser → une organisation) ;
- verbe substantivé (dîner → le dîner) ;
- participé passé substantivé (prendre → prise → une prise).

Dans d'autres langues, la notion de déverbal peut être différente. Ainsi, en linguistique anglophone, tout cas de substantif tiré d'un verbe mais qui se comporte purement comme un nom est nommé deverbal : organise → organisation est un cas de deverbal dans ce sens. En terminologie francophone, on parle plutôt de nom verbal dans ce cas.

## Dérivations apparentées
- Nom verbal
- Nom dénominal
- Verbe dénominal
- Verbe déverbal